# Distorsión en la Segregación
La distorsión de la segregación (SD), conducción meiótica o impulso meiótico es un fenómeno que sucede en organismos heterocigotos cuando en su producción gamética no cumple las frecuencias alélicas esperadas de una segregación mendeliana típica.
Ha sido detectado en multitud de seres vivos: especies del género Drosophila, maíz, tabaco, ratón y posiblemente en humanos.

## Sistema SD en Drosophila
El género Drosophila posee un sistema de distorsión de la segregación autosómico denominado Sistema SD. Fue descubierto en una población natural de Drosophila melanogaster de Madison (Wisconsin, Estados Unidos) por Hiraizumi en 1959, y posteriormente detectado en poblaciones naturales del género por todo el mundo. 

## Origen
Surgido aparentemente como consecuencia de ciertas mutaciones en el cromosoma 2 (también denominado cromosoma SD),

## Características principales
- Está localizado en la heterocromatina centromérica del cromosoma 2.
- Solo afecta a machos.
- Actúa durante o después del apareamiento de los cromosomas homólogos.
- A veces está relacionado con aberraciones cromosómicas y letalidad recesiva.
- Su efecto puede ser suprimido por:
  - Inversiones y translocaciones en el cromosoma homólogo.
  - Genes de supresión total presentes en el cromosoma 3 y X.
  - Genes de insensibilidad parcial del cromosoma 2.
- Su acción se ve disminuida con la edad.

## Estructura del sistema
La estructura del sistema SD de Drosophila consta de dos elementos principales:
- Locus Sd, situado a la izquierda del locus purple, en el brazo izquierdo del cromosoma 2.
- Locus Rsp (Responder), muy cerca del locus straw, en la heterocromatina centromérica del brazo derecho del cromosoma 2.

Ambos genes fueron mapeados por Miklos y Gaibor en 1972.
También existen otros elementos como:
- Locus M, a la derecha del Rsp, próximo al locus cn.
- Locus E, cercano a la heterocromatina centromérica del brazo izquierdo del cromosoma 2.

Cabe destacar la existencia de dos alelos Rsp: Rspi (insensible) y Rsps (sensible).

## Mecanismo de acción
En 1980, Hiraizumi, Martín y Eckstrand propusieron el siguiente modelo:
1. El locus M contiene la información para la síntesis de una proteína multimérica con afinidad de unión por el locus Rsp, actuando a modo de represor, evitando su expresión. Esta situación permite una espermatogénesis típica.
2. El locus Sd codifica para una proteína inductora, la cual se une al represor del locus Rsp, permitiendo su expresión.
3. La expresión del locus Rsp provoca la distorsión en la segregación, al impedir la acción de las protaminas de los espermatozoides sin una copia del locus SD y matándolos.

Cabe destacar la existencia de dos variantes alélicas del gen Rsp: Rspi (insensible) y Rsps (sensible). La diferencia reside en su afinidad por el represor, siendo muy elevada en el primero e impidiendo la acción del inductor. 

## Cambio en las frecuencias génicas
La distorsión en la segregación provoca que solo unos pocos espermatozoides sin copia del cromosoma SD sobrevivan. A la larga, esta situación supondría la desaparición del cromosoma ancestral no distorsionador SD+. Pero se ha observado que en el equilibrio las frecuencias de los cromosomas SD se mantienen en valores inferiores al 6%. El motivo se debe a la esterilidad de los individuos portadores de dos cromosomas SD distintos y a la práctica esterilidad de los homocigotos SD. Dicha esterilidad viene dada por la expresión de sus dos genes Rsp, que acaban eliminando a la totalidad de los espermatozoides.

## Relación con aberraciones cromosómicas y letales recesivos
Se ha llegado a comprobar, en algunos casos, la posible relación entre aberraciones cromosómicas o letales recesivos con el sistema SD.
En el primer caso, se han observado inversiones, tanto peri- como paracéntricas, en la heterocromatina centromérica de ambos brazos del cromosoma 2. De todos modos, la existencia de recombinantes con distorsión en la segregación sin inversiones indica que dicha aberración no es la causa de la distorsión. Aun así, la mayoría de las mutaciones SD poseen múltiples inversiones, hecho que podría explicarse si estas aberraciones supusieran un aumento de la eficacia del sistema o un aumento de la estabilidad del efecto distorsionador, ya que este tiende a crear un desequilibrio genético en la descendencia.
En el segundo caso, el estudio de poblaciones naturales de todo el mundo ha revelado que solo un pequeño porcentaje de mutaciones del cromosoma SD poseen letalidad recesiva en homocigosis. Un ejemplo es Drosophila melanogaster, en la que solo cuatro de sus variantes cromosómicas SD presentan letales recesivos: SD-Ca4, SD-Ca6, SD-Ca8, SD-134.